# Alexander Heath
Alexander Heath född 21 september 1978 är en sydafrikansk utförsåkare. I OS 2006 blev han den första afrikan som tävlade i alla fem alpina grenarna.

## Medverkan
- Olympiska vinterspelen 2006 - Turin, Italien
- Olympiska vinterspelen 2002 - Salt Lake City, USA
- Olympiska vinterspelen 1998 - Nagano, Japan